# Pollington
Pollington är en ort och civil parish i Storbritannien.   Den ligger i kommunen East Riding of Yorkshire och riksdelen England, i den centrala delen av landet, 250 km norr om huvudstaden London. Pollington ligger 8 meter över havet och antalet invånare är 966.
Terrängen runt Pollington är mycket platt. Runt Pollington är det tätbefolkat, med 369 invånare per kvadratkilometer. Närmaste större samhälle är Doncaster, 16,9 km söder om Pollington. Trakten runt Pollington består till största delen av jordbruksmark.